# メッカ・コーラ
メッカ・コーラ（英語・フランス語: Mecca-Cola）はソフトドリンク（コーラ）である。Mecca Cola World Company社のフラグシップとなる商品であり、親イスラムの消費者にとっては、アメリカ合衆国のコカ・コーラやペプシコーラに代わる商品として位置づけられている。商品名にはمكة（メッカ〈サウジアラビア〉）を意味する伝統的なラテンアルファベットの翻字が含まれている。

## 詳細
メッカ・コーラは2002年11月にフランスで、チュニジア人事業家Tawfik Mathlouthiによって、ヨーロッパ諸国でコーラの代用品を欲していたパレスチナ人を支援する目的で創業した。彼はイランの人気コーラだったザムザム・コーラに触発され、ザムザム社との流通契約に関する条件で折り合いを付ける事が出来なかったのを機に、彼自身で新しいブランドを立ち上げようと決心した。
メッカ・コーラは、現在アラブ世界のあらゆる場所で販売されており、ヨーロッパと同じ程度の場所で売られている。アメリカ合衆国・イギリス・インド・カナダのあらゆる場所でもメッカ・コーラが持ち込まれ、消費されている。フランスで商品が生産されているが、会社は現在はドバイ（アラブ首長国連邦）に拠点を移している。コーポレートアイデンティティの一部を抜粋すると、慈善のために、とりわけパレスチナ人を助けるというムスリム・ザカートに基づく信条である。会社の利益の10%はパレスチナ自治政府に、厳格な人道支援機関（例えば学校のような建物）を設立するために寄付され、他の10%は商品を売っている国の慈善団体に寄付する事を誓約している。この活動的なスタンスは会社のスローガンであり、全ての商品に印字されている「Shake your Conscience.」に反映されている。会社では、酒と混ぜて飲まないように注意している。メッカはイスラム教の聖地であり、コーラの名前にも宗教的な含蓄があるからである。
加えてメッカ・コーラの数多くの異なった表示のために、会社はメッカ・コーラの名前を付けているが、果汁の入ったソフトドリンクの類として販売している。メッカ・コーラ社は2003年10月にマレーシアで開催されたイスラム協力機構 (OIC) の首脳会議のスポンサーとなり、メッカ・コーラも公式ドリンクとなった。
2003年にBBCで放送されたドキュメンタリーでは、キブラ・コーラのザファー・イクバルとメッカ・コーラのMathlouthiは、共同で「Message in a Bottle」というキャンペーンを展開した。

## 世界各国への流通状況
2013年現在、メッカ・コーラは世界の64カ国で販売されている。各国での流通が開始した日付は、それぞれ異なっている。主な国の流通状況を以下の表にまとめた。
| 国               | 発売日     | 備考 |
| ---------------- | ---------- | --- |
| フランス         | 2002年11月 | 会社はドバイ移転前までは、最初フランスで創業した。当時は、国内コーラ市場でトップの会社だった。 しかし、現在では市場全体における1.7%のシェアしかない。 |
| パキスタン       | 2003年11月 | 国内コーラ市場において、上位5位以内に位置するシェアを誇る。                                                                                           |
| マレーシア       | 2003年10月 | 国内コーラ市場において、上位5位以内に位置するシェアを誇る。                                                                                           |
| イエメン         | 2003年6月  | 国内コーラ市場において、上位5位以内に位置するシェア (22%) を誇る。                                                                                    |
| アルジェリア     | 2003年8月  | 国内コーラ市場において、上位5位以内に位置するシェア (19%) を誇る。                                                                                    |
| サウジアラビア   | 2003年2月  | 全商品の売上高は、8,000万ドルに達している。 |
| アラブ首長国連邦 | 2003年4月  | 現在、本社がこの国のドバイにある。 |
| オマーン         | 2003年     | |
| カタール         | 2003年     | |
| クウェート       | 2003年     | |
| イラク           | 2003年4月  | |
| レバノン         | 2003年2月  | |
| ヨルダン         | 2003年     | |
| シリア           | 2003年     | |
| インド           | 2004年3月  | 最初ジャンムー・カシミール州で発売され、次にグジャラート州で発売された。 現在では国内のあらゆる場所で販売されている。                                 |
| バングラデシュ   | 2005年5月  | |
| タイ             | 2009年     | |